# Jarkko Määttä
Jarkko Määttä (28 dicembre 1994) è un saltatore con gli sci finlandese.

## Biografia
Attivo in gare FIS dal gennaio del 2008, Määttä ha esordito in Coppa del Mondo il 28 novembre 2010 a Kuusamo (47º), ai Giochi olimpici invernali a Soči 2014, dove si è piazzato 33º nel trampolino normale, 43º nel trampolino lungo e 8º nella gara a squadre, e ai Campionati mondiali a Falun 2015, dove è stato 34º nel trampolino normale, 22º nel trampolino lungo, 9º nella gara a squadre e 10º nella gara a squadre mista; ai successivi Mondiali di Lahti 2017 si è classificato 35º nel trampolino  normale, 27º nel trampolino lungo e 6º nella gara a squadre.
Ai XXIII Giochi olimpici invernali di Pyeongchang 2018 si è piazzato 37º nel trampolino lungo e 8º nella gara a squadre; l'anno successivo ai Mondiali di Seefeld in Tirol è stato 19º nel trampolino normale, 50º nel trampolino lungo, 10º nella gara a squadre e 11º nella gara a squadre mista.

## Palmarès

### Coppa del Mondo
- Miglior piazzamento in classifica generale: 32º nel 2015